# Mupparna
Mupparna (engelska: The Muppet Show) är en brittisk- amerikansk TV-serie som gick mellan 1976 och 1981 och även det svenska samlingsnamnet på de figurer (i form av marionettdockor) som förekommer i TV-serien och dess uppföljare. Gruppen leds av Grodan Kermit och serien handlar om hur de driver en show på en teater, medan långfilmerna även visar dem i andra sammanhang. Serien skapades av den amerikanske dockmakaren Jim Henson, som tidigare gjorde barnprogrammet Sesam (Sesame Street, premiär 1969). Mupparna premiärsändes i Sverige den 14 januari 1978 och blev en stor succé över hela världen. Den dubbades dock aldrig till svenska.
Serien har fått flera spinoffer, däribland Muppets Tonight och Muppet Babies. Utöver detta har sju biofilmer producerats. Mupparna är även ett starkt varumärke som omfattar en mängd leksaker och annat, däribland datorspel. År 2004 köpte Walt Disney Company alla rättigheter till Mupparna, som idag är en integrerad del av Disneykoncernen, och därmed har blivit "disneyfigurer" i samma utsträckning som andra uppköpta figurer, som till exempel Nalle Puh.

## Om serien
I varje avsnitt av TV-serien gästas mupparnas show av en välkänd skådespelare eller musiker. Bland de personer som gästade serien finns Joel Grey, Ruth Buzzi, Rita Moreno, Harvey Korman, Lena Horne, Peter Ustinov, Candice Bergen, Phyllis Diller, Vincent Price, Ethel Merman, Don Knotts, Zero Mostel, Milton Berle, Steve Martin, George Burns, Dom DeLuise, Elton John, Julie Andrews, Peter Sellers, Bob Hope, John Cleese, Alice Cooper, Liberace, Harry Belafonte, Danny Kaye, Sylvester Stallone, John Denver, Victor Borge, Dudley Moore, Mark Hamill (Star Wars), Christopher Reeve, Andy Williams, Diana Ross, Gene Kelly, Joan Baez, Shirley Bassey, James Coburn, Brooke Shields, Debbie Harry, Paul Simon, Carol Burnett, Gladys Knight, Marty Feldman, Johnny Cash och Roger Moore.

## Figurer

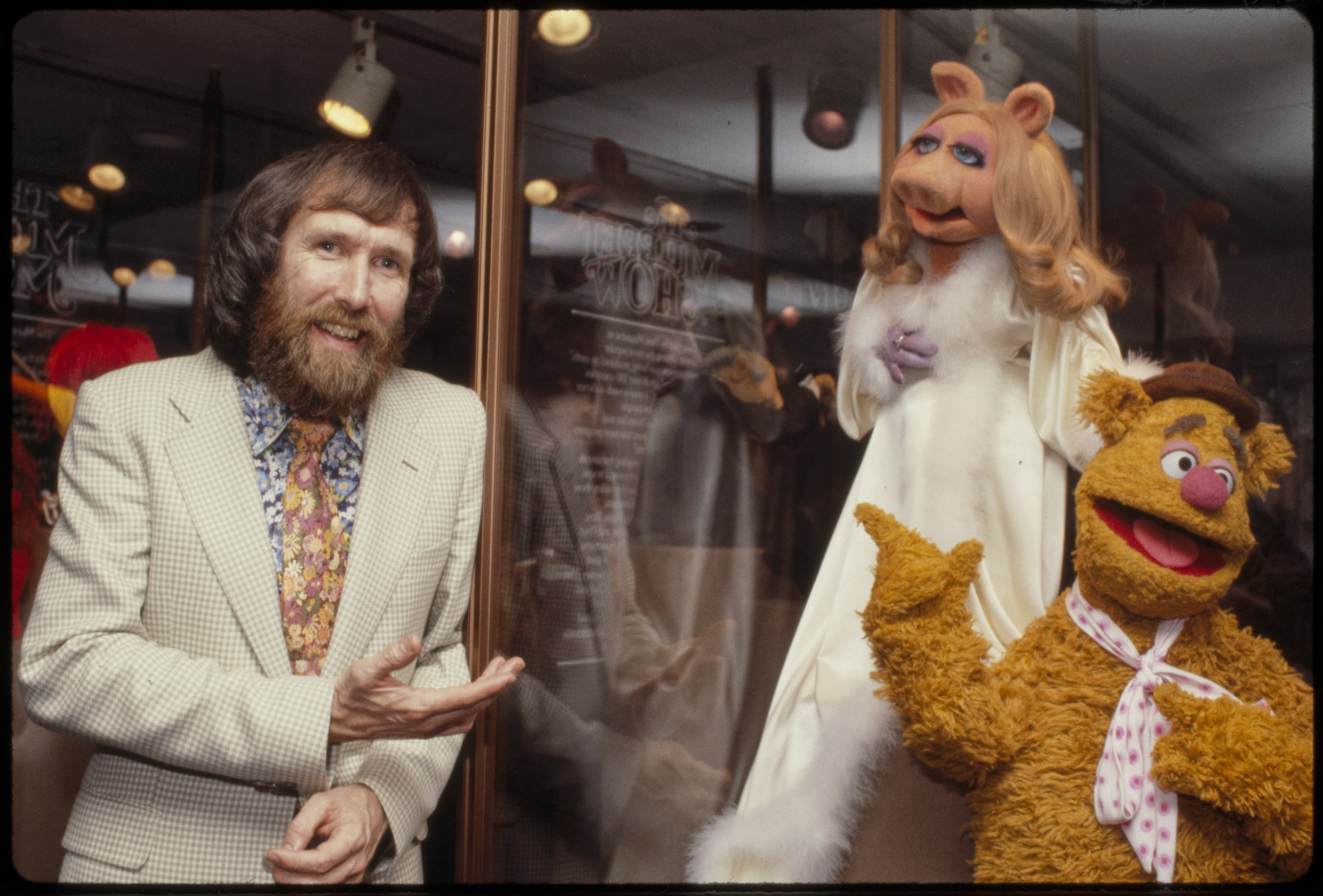
Jim Henson med Miss Piggy och björnen Fozzie.

- Grodan Kermit - konferencier för föreställningen. Förmodligen den mest kända muppen; detta var också den första mupp Jim Henson konstruerade (och är sålunda mycket enklare byggd). Röst: Jim Henson.
- Miss Piggy - gris, och showens största diva. Kär i Kermit men behandlar honom ibland oförskämt. Hetlevrad och behärskar kampsport. Röst: Frank Oz.
- Gonzo - Excentrisk och lite knäpp figur. Har en lång krokig nos. Är ihop med hönan Camilla. Röst: Dave Goelz.
- Björnen Fozzie - misslyckad komiker. Klumpig, orange och hårig typ som en gång sjöng George Gershwins I got rhythm helt utan något sinne för rytm. Röst: Frank Oz.
- Hunden Rowlf - pianist. Har varit bakgrundspianist i flera sketcher och spelat i showens husorkester. Röst: Jim Henson.
- Scooter - Assistent (kaffehämtare etc.) åt Kermit. Får vara med i muppgänget för att hans farbror, J.P. Grosse, äger teatern de använder. Röst: Richard Hunt.
- Waldorf och Statler - Två gamla gubbar som sitter i en loge och tittar på mupparnas show medan de häcklar, sprider spydigheter och dåliga skämt om den. Röster: Jim Henson och Richard Hunt.
- Svenske kocken - Svensk kock som ständigt mumlar och mest pratar engelskklingande mumbo jumbo, med undantag för några svenska ord med kraftig brytning. Sketcherna mynnar oftast ut i att maten attackerar honom. Flera berömdheter har lagat mat tillsammans med honom, bland andra Danny Kaye. Röst: Jim Henson.
- The Electric Mayhem - jazz-och-popband som består av bandledaren och pianisten Dr. Teeth (röst: Jim Henson), saxofonisten Zoot (Dave Goelz), gitarristen Janice (Eren Ozker och senare Richard Hunt), basisten Floyd Pepper (Jerry Nelson) och den galne trummisen Animal (Frank Oz).
- Dr. Bunsen Honeydew - Uppfinnare och vetenskapsman som jobbar på mupparnas labb. Han har bland annat uppfunnit en elektronisk näsvärmare och en automatisk papperskorg. Han har dessutom demonstrerat självsprängande hatt och öronmuffar på sig själv. Har en nervös och orolig assistent som heter Beaker. Röster: Dave Goelz (Dr. Bunsen)
- Beaker är en blyg och tystlåten figur. Han är Dr. Bunsen Honeydews laboratorieassistent. Han kan inte prata, utan säger bara "Mee-mee-mee". Röst: Richard Hunt.

## Spinoffer och filmer
År 1996–1998 skapades en uppföljare som även sändes i svensk tv, Muppets Tonight. Utöver detta har sju biofilmer producerats, liksom ett flertal andra tv-produktioner, däribland den tecknade barnserien Muppet Babies, som sändes med över 100 avsnitt åren 1984–1990.
Biofilmerna om Mupparna är följande: Mupparna (1979), Mupparnas nya äventyr (1981), Mupparna på Manhattan (1984), Mupparnas julsaga (1992), Mupparna på skattkammarön (1996), Mupparna i rymden (1999) och Mupparna (2011).